# Елен Сегара
Еле́н Сегара́ (фр. Hélène Segara, справжнє ім'я — Елен Ріццо; 26 лютого 1971, Сі-Фур-ле-Плаж, Франція) — французька співачка та авторка пісень італо-вірменського походження. Відома участю в мюзиклі «Нотр-Дам де Парі».

## Біографія
Народилась 26 лютого 1971 року в місті Сі-Фур-ле-Плаж (департамент Вар) на Лазуровому березі в родині портового чиновника італійського походження Бернара Ріццо та вірменки Терези.
У 1979 році батьки розлучилися і вона залишилась жити з матір'ю. Навчалась в католицькій школі. У віці 15 років припинила навчання, покинула дім і почала виступати в ресторанах та клубах на Лазуровому березі.
1990 року народила першу дитину. У 1993 році вийшов її перший сингл «Loin», що не приніс очікуваного успіху. В 1996 році вона переїхала до Парижа, де підписала контракт з Орландо, братом та продюсером Даліди.
В 1997 році записала пісні «Les vallées d'Irlande» та «Vivo per lei» в дуеті з італійським тенором Андреа Бочеллі. Світову славу співачці приніс мюзикл «Нотр-Дам де Парі», в якому вона з 1998 року грала роль Есмеральди.
У 1999 році через хворобу голосових зв'язок переїхала до Нью-Йорка. Після відновлення голосу повернулась до Франції і продовжила кар'єру.
30 серпня 2003 року одружилася з музикантом Матьє Лека. Має двох синів (один з них — від першого шлюбу) та доньку.
З 2015 року є спонсоркою дитячого музичного гурту Kids United.

## Концерти в Україні
В червні 2010 року в рамках світового турне «Подорож довкола Землі» Елен Сегара відвідала Україну, де виступила з сольними концертами у Одеському театрі музичної комедії та Національному палаці мистецтв «Україна» (Київ). У грудні того ж року вона знову відвідала Київ з мюзиклом «Нотр-Дам де Парі.»

## Альбоми
- 1996 — Cœur de verre

- 2000 — Au nom d'une femme

- 2001 — En concert à l'Olympia

- 2002 — Hélène (ісп.)
- 2003 — Humaine

- 2004 — Ailleurs comme ici

- 2006 — Quand l'éternité…

- 2008 — Mon pays c'est la terre
- 2011 — Parmi la foule

## Основні нагороди
- Rolf Marbot (SACEM) (1997)
- NRJ Music Awards у номінації «Франкомовне відкриття року» (22 січня 2000)
- M6 Awards у номінації «Артистка року» (17 листопада 2000)
- Trophée des Petits Princes у номінації «Співачка року» (16 грудня 2000)
- NRJ Music Awards у номінації «Франкомовний альбом року» за альбом «Au nom d'une femme» (20 січня 2001)
- Victoires de la Musique в номінації «Артистка року» (17 лютого 2001)
- IFPI Platinum Europe (10 липня 2002)
- Big Apple Music Awards 2010 (BAMA) в номінації «Найпопулярніший виконавець» (14 листопада 2010)
- Кавалер ордену Мистецтв та літератури. Нагороджена Фредеріком Міттераном 18 січня 2011 року.